# Calle Pozos Dulces

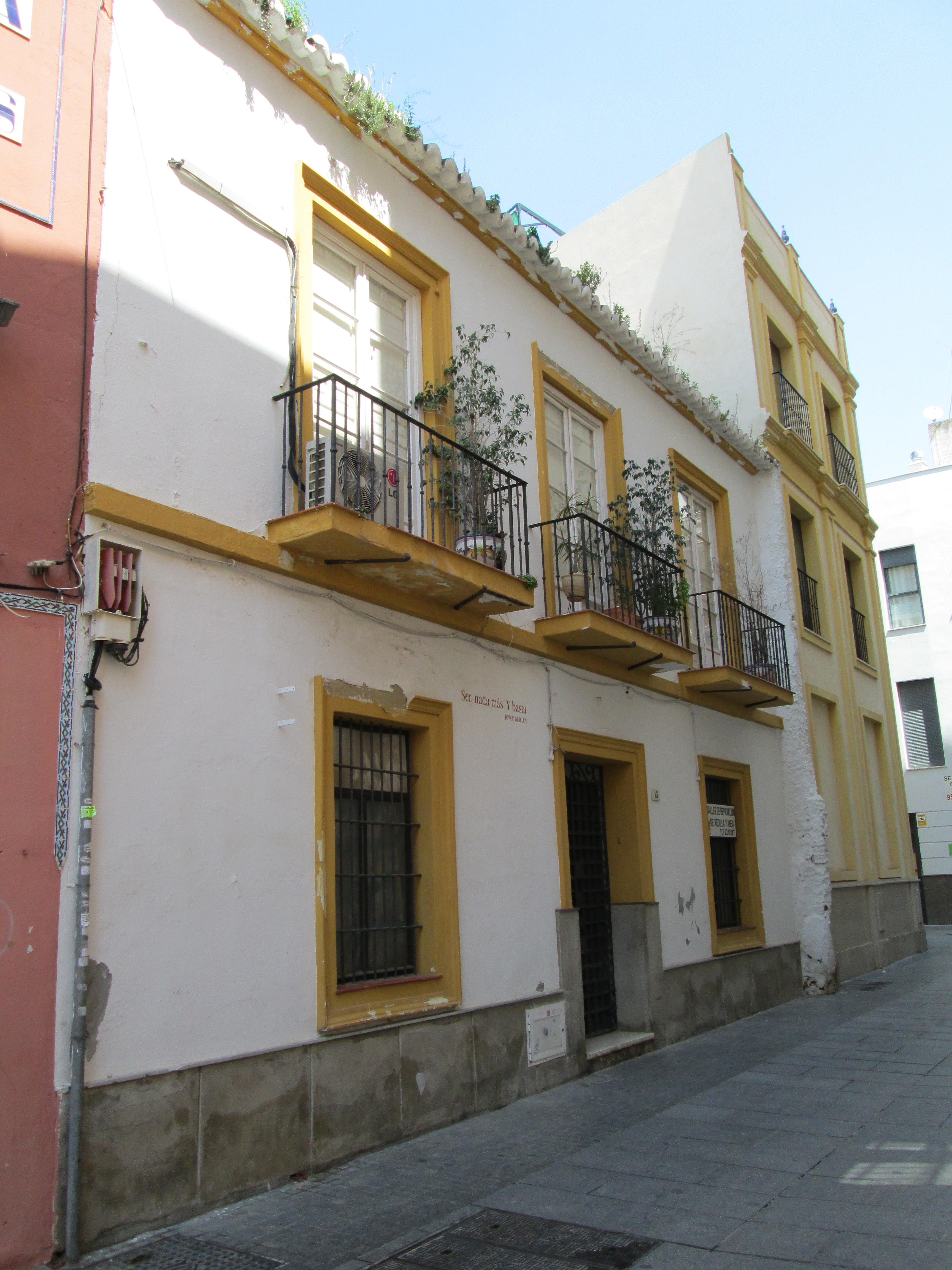
Edificio en la calle Pozos Dulces de Málaga

Calle Pozos Dulces es una vía del sector noroeste del Centro Histórico de la ciudad de Málaga, España. Se trata de una de una calle de trazado irregular de unos 220 metros, que comunica calle Compañía con calle Andrés Pérez a través de un recorrido sinuoso en dirección sur-norte.
El trazado de Pozos Dulces data del periodo musulmán, aunque este sector de la ciudad se consolidó ya durante el siglo XVI. Se cree que el nombre de la calle elude a los pozos de agua dulce que antaño surtían a los conventos ubicados en la zona, y se tiene constancia de su existencia desde el siglo XV. Situada a poca distancia de la antigua muralla defensiva, se distinguen dos tramos diferenciados. El tramo norte es estrecho, de apenas 1,5 m de ancho en algunos puntos, mientras que el tramo más al sur es de mayor anchura y presenta un aspecto decimonónico, con viviendas burguesas y locales comerciales en los bajos. 
Como anécdota podemos destacar que hay un condado nobiliario que lleva el nombre de esta calle, que fue otorgado al malagueño Regidor perpetuo de esta Ciudad, Melchor Jacob Ortiz-Rojano en 1790 por el rey Carlos IV.